# 赭樺蛾
赭樺蛾，為臺灣特有種，由日本蛾類研究者岸田泰則（Yasunori Kishida）於1993年發表為新物種，原始組合名Mustilia fusca，模式產地為宜蘭福山植物園。

## 分佈
該種在臺灣分佈低中海拔600至2,500公尺以上山區。

## 外觀與食性
外觀近似鉤翅赭樺蛾（Comparmustilia gerontica），幼蟲曾記錄取食昆欄樹。